# Strobilanthes sexennis
Strobilanthes sexennis är en akantusväxtart som beskrevs av Christian Gottfried Daniel Nees von Esenbeck. Strobilanthes sexennis ingår i släktet Strobilanthes och familjen akantusväxter.

## Underarter
Arten delas in i följande underarter:
- S. s. arguta
- S. s. cerinthoides
- S. s. cordata
- S. s. glaberrima
- S. s. hirsutissima
- S. s. homotropa
- S. s. oblongifolia